# Parapnyxia intermedialis
Parapnyxia intermedialis är en tvåvingeart som beskrevs av Werner Mohrig och Blasco-zumeta 1996. Parapnyxia intermedialis ingår i släktet Parapnyxia och familjen sorgmyggor.
Artens utbredningsområde är Spanien. Inga underarter finns listade i Catalogue of Life.